# Sepedon annulata
Sepedon annulata är en tvåvingeart som beskrevs av Macquart 1843. Sepedon annulata ingår i släktet Sepedon och familjen kärrflugor.
Artens utbredningsområde är Franska Guyana. Inga underarter finns listade i Catalogue of Life.